# Shanghaipedikyr
Shanghaipedikyr är en typ av pedikyr. Under pedikyren badas fötterna i varmt vatten innan en skalpell används för att ta bort död hud, inväxta naglar och valkar.  Den här typen av pedikyr nyttjar kinesisk medicin. 